# Ева Амуррі
Ева Марія Лівія Амуррі (англ. Eva Maria Livia Amurri; 15 березня 1985, Нью-Йорк, Нью-Йорк, США) — американська акторка та блогерка.

## Біографія
Дочка американської акторки Сьюзен Серендон та італійського кінорежисера Франко Амуррі.
З 2011 по 2020 рік була одружена з футболістом Кайлом Мартіно. Від шлюбу має трьох дітей: дочка Марлоу Мей Мартіно (нар. 9 серпня 2014) і сини Мейджор Джеймс Мартіно (нар. 19 жовтня 2016) і Матео Ентоні Мартіно (нар. 13 березня 2020). 15 серпня 2015 року Амуррі повідомила, що нещодавно перенесла викидень на 9-му тижні вагітності. Амуррі й Мартіно розлучилися за місяць до народження їх сина Матео.

## Кар'єра
У першому фільмі Ева Амуррі знялася в семирічному віці.

## Вибрана фільмографія
| Рік       |    | Українська назва           | Оригінальна назва              | Роль                     |
| --------- | -- | -------------------------- | ------------------------------ | ------------------------ |
| 1992      | ф  | Боб Робертс                | Bob Roberts                    | дівчинка в лікарні       |
| 1995      | ф  | Ходячий мрець              | Dead Man Walking               | Елен у 9 років           |
| 1999      | тф | Земні бажання              | Earthly Possessions            | дівчинка                 |
| 1999      | ф  | Де завгодно, тільки не тут | Anywhere But Here              | дівчинка на ТБ           |
| 2001      | с  | Друзі                      | Friends                        | Діна                     |
| 2002      | ф  |                            | Made-Up                        | Сара                     |
| 2002      | ф  | Сестри Бенгер              | The Banger Sisters             | Джинджер Кінгслі         |
| 2004      | ф  | Врятована                  | Saved!                         | Кассандра                |
| 2007      | ф  | Освіта Чарлі Бенкса        | The Education of Charlie Banks | Мері                     |
| 2007      | ф  | Усе життя перед її очима   | The Life Before Her Eyes       | Морін                    |
| 2008      | ф  | Середина нічого            | Middle of Nowhere              | Грейс Беррі              |
| 2008      | ф  | Темний світ                | Animals                        | Джейн                    |
| 2009      | ф  | Нью-Йорк, я люблю тебе     | New York, I Love You           | Сара                     |
| 2009      | тф |                            | Possible Side Effects          | Ліббі                    |
| 2009—2014 | с  | Як я зустрів вашу маму     | How I Met Your Mother          | Шеллі                    |
| 2009      | с  | Californication            | Californication                | Джеккі                   |
| 2010      | с  | Милосердя                  | Mercy                          | Шарра Келлі              |
| 2010      | с  | Доктор Хаус                | House M.D.                     | Ніколь Мюррей            |
| 2010      | с  | Дитяча лікарня             | Childrens Hospital             | медсестра                |
| 2011      | тф | Доктор                     | The Doctor                     | Наташа                   |
| 2011      | ф  |                            | Ізоляція                       | Емі Мур                  |
| 2011—2013 | с  | Новенька                   | New Girl                       | Бет                      |
| 2012      | ф  | Мій пацан                  | That's My Boy                  | Мері Макгаррікл в юності |
| 2012      | с  | Хлопці з дітьми            | Guys with Kids                 | Дженніфер                |
| 2012      | ф  | АмериКа                    | AmeriQua                       | Віккі                    |
| 2013      | ф  |                            | Stag                           | Вероніка                 |
| 2013      | тф |                            | Винний                         | Guilty                   |
| 2013      | с  | Проект Мінді               | The Mindy Project              | Люсі                     |
| 2014      | с  | Непридатні до побачень     | Undateable                     | Сабріна                  |
| 2014      | тф |                            | The Winklers                   | Емілі                    |
| 2015      | ф  | День матері                | Mothers Day                    | Гейл                     |